# Канина (крепость)
Крепость Канина (алб. Kalaja e Kaninës) — средневековая крепость на юго-западе Албании, неподалёку от Влёры.

## История
В античное время греческое поселение Авлон, современная Влёра был главной морской гаванью в южной Иллирии. Невзирая на столь удачное географическое расположение прибрежному городу требовалась дополнительная защита. На склоне горы Шушицы была заложена крепость, позднее получившая наименование Кионина.
В XV веке в замок вдохнул вторую жизнь Георг Арианити провозгласивший Влёру столицей и ближайшие к ней поселения землями его княжества. В этом замке произошло бракосочетание дочери Арианити на Скандербеге, известном албанском полководце. Этот важный политический шаг позволил несколько отсрочить османское завоевание Албании.
Вслед за кончиной Скандербега Влёра пала под натиском турок, замок был разрушен.